# Шварцвальдская ветчина

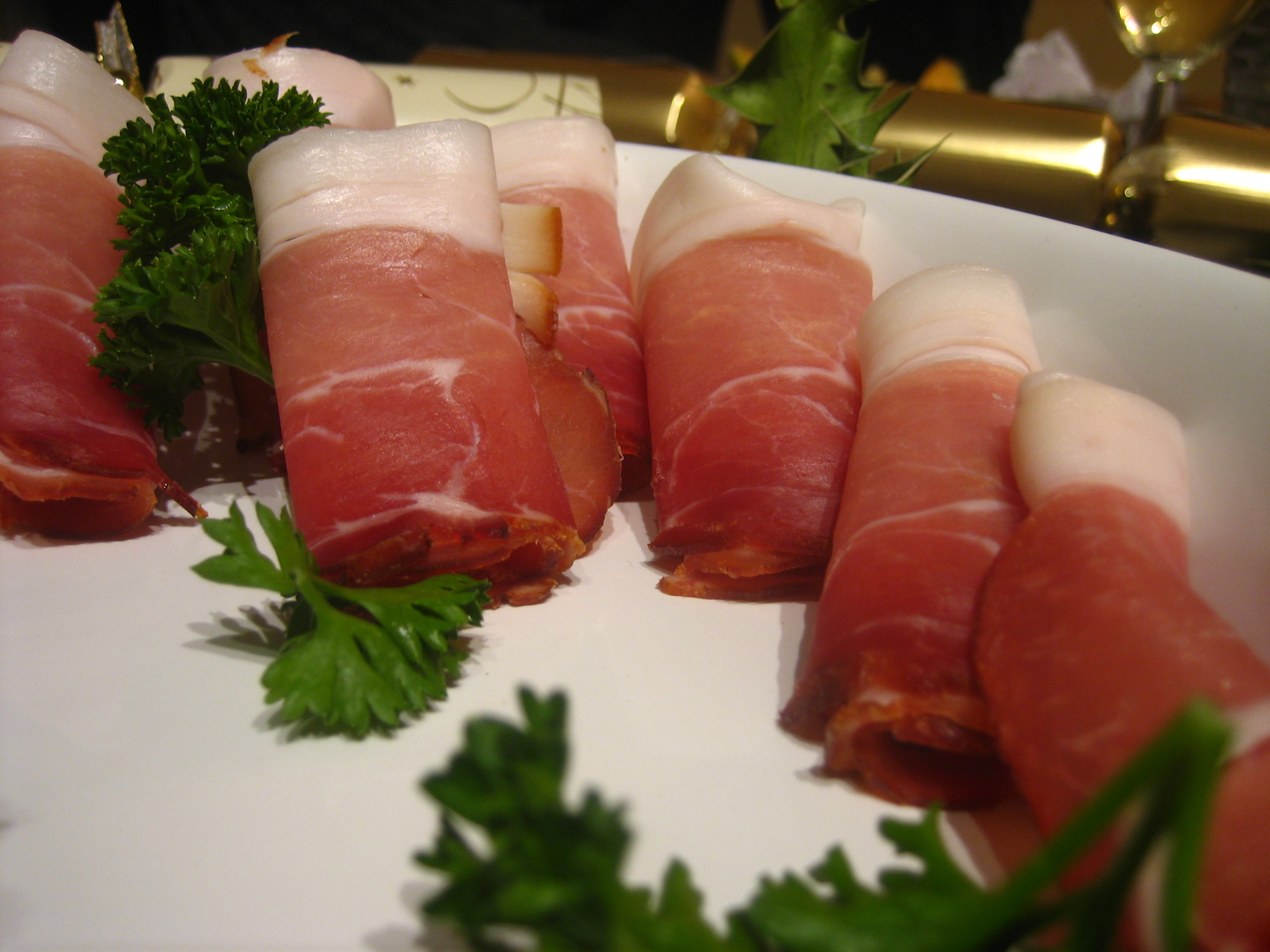
Шварцвальдская ветчина

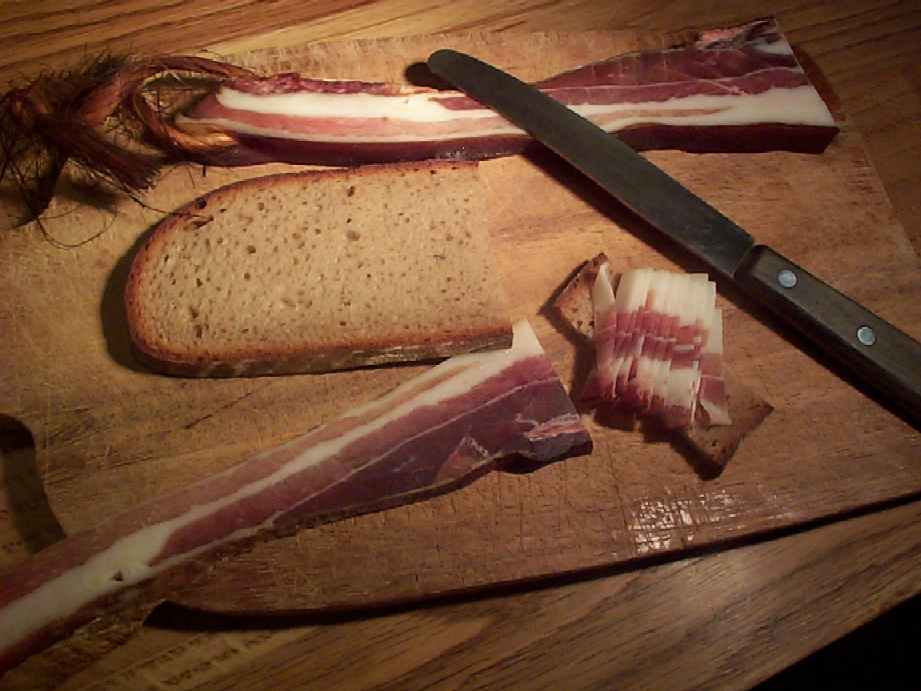
Шварцвальдская корейка

Шварцвальдская ветчина (шварцвальдский окорок, нем. Schwarzwälder Schinken) — традиционная бескостная сырокопчёная ветчина из Шварцвальда. С 1997 года «шварцвальдская ветчина» стало защищённым в Европейском союзе «названием, контролируемым и гарантируемым по происхождению». По информации объединения производителей шварцвальдской ветчины, она является наиболее популярным и покупаемым сортом сырокопчёной ветчины в Европе.
В процессе приготовления шварцвальдскую ветчину сначала вручную натирают селитрой с чесноком, кориандром, чёрным перцем и можжевельником. Две недели ветчина находится в рассоле, ещё две недели проводит в печи. Лишь после этого ветчина помещается в специальные коптильни для холодного копчения на еловых и сосновых дровах из Шварцвальда, а затем подвешивается в течение трёх недель на воздухе при температуре 25 °C. Ветчина приобретает характерный интенсивный аромат и типичную чёрно-коричневую корку. В заключение шварцвальдская ветчина проводит ещё две-три недели на воздухе.
Согласно директиве ЕС, вес жира в шварцвальдской ветчине должен составлять около одной пятой общего веса. Настоящая шварцвальдская ветчина производится только в Шварцвальде. Свинина для её приготовления большей частью поставляется из других районов Германии.
По аналогичному рецепту также производится шварцвальдская корейка.